# Trisyngyne
Trisyngyne je rod iz porodice Nothofagaceae. Vrste ovog roda i roda Fuscospora su nakon istraživanja 2013.  ponovno izdvojene iz Nothofagusa vraćene u vlastite rodove.
Rod je opisan u Adansonia 11: 136. 1874.

## Vrste
1. Trisyngyne aequilateralis Baum.-Bod.
2. Trisyngyne balansae Baill.
3. Trisyngyne baumanniae Baum.-Bod.
4. Trisyngyne brassii (Steenis) Heenan & Smissen
5. Trisyngyne carrii (Steenis) Heenan & Smissen
6. Trisyngyne codonandra Baill.
7. Trisyngyne cornuta (Steenis) Heenan & Smissen
8. Trisyngyne crenata (Steenis) Heenan & Smissen
9. Trisyngyne discoidea Baum.-Bod.
10. Trisyngyne flaviramea (Steenis) Heenan & Smissen
11. Trisyngyne grandis (Steenis) Heenan & Smissen
12. Trisyngyne nuda (Steenis) Heenan & Smissen
13. Trisyngyne perryi (Steenis) Heenan & Smissen
14. Trisyngyne pseudoresinosa (Steenis) Heenan & Smissen
15. Trisyngyne pullei (Steenis) Heenan & Smissen
16. Trisyngyne recurva (Steenis) Heenan & Smissen
17. Trisyngyne resinosa (Steenis) Baum.-Bod.
18. Trisyngyne rubra (Steenis) Baum.-Bod.
19. Trisyngyne starkenborghiorum (Steenis) Heenan & Smissen
20. Trisyngyne stylosa (Steenis) Heenan & Smissen
21. Trisyngyne womersleyi (Steenis) Heenan & Smissen